# Сухомлинов, Денис Андреевич
Дени́с Андре́евич Сухомли́нов (род. 3 января 1999, Москва) — российский актёр. На его счету более десяти киноработ: съёмки в фильмах «Щенок», «Рябиновый вальс», «Крест в круге», сериале «Чёрная кошка», «Спасти Пушкина» и других. Также он играет в театрах: МХТ им. А. П. Чехова («Человек-подушка»), Большой театр («Золотой петушок»), Театриуме на Серпуховке и Театре Российской Армии.

## Фильмография
| Год       |   | Название                 | Роль                             |
| --------- | - | ------------------------ | -------------------------------- |
| 2009      | ф | Крест в круге            | Борис                            |
| 2009      | ф | Рябиновый вальс          | Тимофей                          |
| 2009      | ф | Щенок                    | Алеша Пономарев                  |
| 2010      | с | Братаны 2                | Ваня                             |
| 2010      | ф | Наша Russia. Яйца судьбы | нет в титрах                     |
| 2010      | с | Час волкова 4            | Петр Волков (в детстве), "Хорек" |
| 2011—2012 | с | Лесник                   | Сашка                            |
| 2012      | с | Берега                   | Колька                           |
| 2012      | ф | Под прикрытием           | больной сын Леонида Глотова      |
| 2012      | с | Право на правду          | Митя Волошин                     |
| 2012      | с | Предчувствие             | Санёк Ивашов                     |
| 2012      | с | Чрезвычайная ситуация    | мальчик с котёнком               |
| 2012—2013 | с | Лорд. Пёс-полицейский    | мальчик, Митя                    |
| 2014      | с | Практика                 | Егор                             |
| 2016      | с | Чёрная кошка             | Ромка (Шкет)                     |
| 2017      | ф | Спасти Пушкина           | Егор                             |
| 2018      | ф | Взрыв                    | Кузя                             |
| 2018      | ф | Право выбора. Вера       | брат Веры                        |
| 2019      | с | Хорошая жена             | Артём Козырев                    |
| 2019      | с | #Dетки                   | одноклассник Али                 |
| 2022      | с | Хор                      | в процессе                       |

## Награды и номинации
| Премия        | Категория                                                                         | Год  | Фильм / Телесериал | Итог      |
| ------------- | --------------------------------------------------------------------------------- | ---- | ------------------ | --------- |
| Молодой актёр | Лучшая работа в международном художественном фильме — Ведущий молодой исполнитель | 2010 | Щенок              | Номинация |
| Молодой актёр | Лучшая работа в международном художественном фильме — Ведущий молодой исполнитель | 2011 | Рябиновый вальс    | Номинация |